# La Gregoriana - Informazioni PUG
La Gregoriana - Informazioni P.U.G. è una rivista italiana di informazione religiosa e accademica. È tra le pubblicazioni ufficiali e non scientifiche della Pontificia Università Gregoriana.

## Storia del periodico
La rivista viene fondata nel 1996 dall'allora Rettore Magnifico padre Giuseppe Pittau S.I.. Nasce come trimestrale con il titolo La Gregoriana - Informazioni P.U.G.. Il primo numero esce il 1º maggio 1996, con lo scopo di prendere il posto e ampliare il lavoro del bollettino ciclostilato Informazioni P.U.G. fondato il 21 febbraio 1970 come strumento informativo di collegamento rivolto solo ad un ristretto numero di persone all'interno dell'Università.
Primo direttore responsabile fu padre Michele Simone, S.I. esperto di politica internazionale di La Civiltà Cattolica. Primo direttore editoriale fu il noto studioso di storia della Chiesa padre Giacomo Martina S.I. Dopo un periodo di interruzione nel 1998, con Marco Cardinali il periodico ha ripreso la sua attività nel 2001 in occasione del 450º anno dalla fondazione del Collegio Romano, in forma di quadrimestrale. Nel 2011, in seguito al cambio di direzione, affidata ora a Paolo Pegoraro, la testata è stata sottoposta a un profondo processo di riedizione. La Gregoriana - Virtus et Scientia è oggi un semestrale di 64 pagine a diffusione internazionale, comprendente un supplemento annuale in lingua inglese.